# Guild Wars
Guild Wars är en spelserie av en speciell sorts rollspel (CORPG) till Microsoft Windows. Guild Wars förkortas vanligen "GW". Det släpptes våren 2005 av ArenaNet. Spelet kallas av skaparna för CORPG (Competitive Online Role Playing Game) eftersom spelet inte riktigt är ett MMORPG, utan det finns vissa viktiga skillnader. Till exempel är alla områden där strider förekommer så kallade instances som olika grupper spelar separat på utan att träffas. Guild Wars har heller ingen månadskostnad.
Denna artikel avser det första spelet och kampanjen i serien (släpptes 28 april 2005) Prophecies Campaign (eller Guild Wars: Prophecies).
För den andra kampanjen i serien (släpptes i Europa den 3 maj), Factions Campaign, se Guild Wars: Factions.
För den tredje kampanjen i serien (släpptes den 27 oktober 2006), Nightfall Campaign, se Guild Wars: Nightfall.
För den ej fristående expansionen som släpptes den 31 augusti 2007, Eye of the North, se Guild Wars: Eye of the North.
För MMORPG-uppföljaren som släpps den 28 augusti 2012, Guild Wars 2, se Guild Wars 2.

## Arenastrid
Guild Wars har ett system med arenor där spelare, med samma nivå, kan mötas i grupper om fyra eller åtta (i alliance battles spelar man med sin grupp om fyra tillsammans med två andra grupper om fyra, och möter därför 12 spelare, uppdelade i tre grupper) och slåss mot varandra. Det är både strategi i vilka färdigheter man har valt ut, hur man använder dem samt hur man samarbetar med gruppen som påverkar resultatet.
De flesta arenastrider sker numera på "The Battle Isles". Dit kan man komma om man tar båten från respektive huvudstad i varje kampanj (Lion's Arch i Prophecies, Kaineng Center i Factions, Kamadan i Nightfall). Undantagen är de arenor med lägre maxlevel än 20, och de PvP-arenor som kom till när factions släpptes, dvs Fort Aspenwood, Jade Quarry och Alliance Battles.  
De olika arenorna är:
- Random arenas: Man hamnar i ett slumpmässigt lag om 4 och slåss mot ett annat slumpmässigt lag.
- Heroes Ascent: Här slåss man i lag om åtta spelare. Man spelar utslagningsmatcher i upp till sju olika banor tills man kommer till "Hjältarnas hall" - Hall of Heroes. Här möts de bästa lagen från var och en av kontinenterna (som är online för tillfället) samt den nuvarande tronhållaren. Antalet lag i varje match kan variera från 2 till 3. Om en kontinent vinner fem gånger i sträck tar den över tronen. Tidigare (innan EotN släpptes) hade den kontinenten som hade tronen "Favor of the Gods" (favoriserade av gudarna) tillgång till speciella områden, detta gäller dock inte längre eftersom man nu får "favor of the gods" på ett annat sätt.
- Guild versus Guild: Anses vara den "högsta" formen av PvP. Guilds formar väl uppbyggda och vanligtvis vältränade lag om 8 och slåss mot en annan guild (lag om 8). Man vinner genom att döda en viss NPC, Guild Lord.

Arenor som lades till efter factions:
- Alliance battle: Man sätter ihop ett lag om fyra, och spelar med 2 andra lag om fyra på ett stort slagfält där det gäller att få så många poäng som möjligt, genom att inneha olika punkter (shrines). Man får också poäng genom att döda spelare, men det är inte lika effektivt. Man spelar alltså 12 vs 12.
- Fort Aspenwood: Slumpmässigt lag om 8. Det ena laget försöker döda en NPC och det andra försvarar honom. Det försvarande laget är i en befästning.
- Jade Quarry: Slumpmässigt lag om 8. Ens eget lags huvuduppgift är att transportera 10 st. bitar Jade till sin bas innan motståndarlaget gör det.

Arena som har lagts till i gratis uppdateringar:
- Codex arena: Man sätter ihop ett lag om 4, men alla spelare får bara välja skills till sin build (en uppsättning av 8 skills) från en särskild grupp skills. Dessa ändras varje dag.

Arenor som har tagits bort sedan en uppdatering hösten 2009:
- Team arenas: Icke slumpmässigt lag om 4 som slåss mot ett annat lag om 4.
- Hero battles: Lades till när Nightfall släpptes och togs bort i samband med att Codex arena lades till och Team arenas togs bort. I Hero battles så spelade man tillsammans med tre heroes (som man valde builds åt), målet var att få 20 poäng innan motståndaren med samma förutsättningar. (för mer om heroes, se Guild Wars: Nightfall)

## Kampanj och PvE
Guild Wars PvE (Player versus Environment) är uppbyggt i en kampanjform där spelaren går framåt i denna kampanj (campaign) och historien genom en serie uppdrag. Dessa kan variera mycket i uppbyggnad men är normalt en av följande:
- Quest: Ett quest är ett mindre uppdrag. De flesta av dessa är sidouppdrag som man inte behöver klara, men det finns ett antal huvuduppdrag som man måste klara för att komma vidare i historien.
- Cooperative Mission: Alla dessa måste (normalt sett) klaras av för att fullfölja spelets kampanj. Då de är den vanligaste typen kallas de ofta bara "missions".
- Challenge Mission: Dessa är inte nödvändiga för att komma vidare, utan utmaningar där man samlar poäng och de spelare med flest poäng kommer in på en topplista.
- Elite Mission: Elite missions blir vanligtvis tillgängliga efter att spelaren egentligen klarat kampanjen. De är bland de svåraste uppdragen i spelet och i vissa fall är de en fortsättning på kampanjens historia.

## Speluppbyggnad

### Karaktärer
Spelets uppbyggnad skiljer sig från de flesta MMORPG:en genom hur karaktärer (characters) är uppbyggda.
Till att börja med är maxleveln 20. Sedan går det bara att ha 8 "aktiva" skills åt gången, det vill säga de som går att använda. Dessa kan bara bytas i städer och liknande områden. Det samma gäller "attributes" (se nedan) som är specifika för varje profession och kan ändras fritt med ett visst antal poäng (som är fler ju högre level man är), dock bara i städer, byar etc.
Sedan kan man inte hoppa, simma eller liknande utan kan bara gå/springa. Jämfört med spel som till exempel World of Warcraft är skillnaden mellan en karaktär i level 1 och en i level 20 (max) inte alls lika stor då vapnen kan gå från att till exempel skada 2-3 på level 1 till 14-27 på level 20, även om ökad skada från skills och ökad hälsa bidrar till en större skillnad.

### Yrken
I Guild Wars kan man endast spela som en ras, människa, men med ursprungligen sex olika yrken, professions (totalt tio finns tillgängliga med Guild Wars: Factions och Guild Wars: Nightfall). När man skapar en karaktär väljer man ett yrke som man kommer att agera som genom hela spelet, primary profession. Ganska tidigt under spelets gång får man också välja ett sekundärt yrke, secondary profession. Det andra yrket kan vara vilket yrke som helst som man inte har som sitt primära och som finns tillgängligt i den kampanj man valt. Senare i spelet kan man även välja sekundära yrken som inte finns tillgängliga i kampanjen man startade i.

#### Elementalist
En magiker som använder sig av eld, vatten, luft och jord (De fyra elementen) för att skada sin fiender. Eldmagier grundas oftast på att åstadkomma så mycket skada som möjligt, luftmagi är mest inriktade på skada men kan göra annat också, vatten är bra på att sakta ner fiender och samtidigt göra skada medan jord har en stor del försvarsfärdigheter.

#### Mesmer
Illusionsexpert som förvillar sin fiende, och vänder dess attacker mot den själv. Lyckas ofta göra stor skada genom att lägga förhäxningar, så kallade Hex-magier på fienden som straffar den varje gång den attackerar eller kastar en trollformel.

#### Monk
Helar och skyddar sig själv och sina allierade genom att använda olika magier. Monks har även en offensiv gren av sina färdigheter.

#### Necromancer
Lägger förbannelser över sin fiende, kan stjäla livskraft med blodmagi och gynnas av att varelser omkring den dör. Kan ur lik skapa egna odöda varelser.

#### Ranger
Lever av vad naturen ger. Använder sig oftast av pilbåge och ett sällskapsdjur för att attackera sin fiende. Har även en stor variation av avbrytnings-färdigheter. Det enda yrket där man tämjer djur och attackerar med hjälp av dem.

#### Warrior
Litar främst på sin egen råstyrka, men också på rustningar, tunga vapen och sköldar. En vanlig uppgift för en warrior är att dra åt sig fiendens attacker medan de andra i laget åsamkar skadan och lägger besvärjelser. Warriors kan dock göra stora mängder skada med rätt uppsättning skills, även om detta då sänker deras defensiva kapacitet.

### Primära egenskaper
Alla yrken har en speciell primary attribute, primär egenskap, som endast kan fås om man väljer detta yrke i första hand. Alla yrken har också några stycken (3 till 4) "vanliga" attributes som man har tillgång till oavsett om man valt det yrket som "primary" eller "secondary".

#### Elementalist - Energy Storage
Ökar maxenergi med 3 poäng för varje attributspoäng. Det gör att Elementalists ofta har väldigt mycket energi att ta av.

#### Mesmer - Fast Casting
Minskar casting time, kasttid, tiden det tar från att man har aktiverat en skill tills karaktären kastar den.

#### Monk - Divine Favor
För varje attributnivå man har i Divine Favor så helar man för 3,2 extra med alla monk spells.

#### Necromancer - Soul Reaping
För varje attributnivå man har i Soul Reaping får man +1 energy varje gång en varelse i närheten dör. Man kan bara få energy 3 gånger på det här sättet var 15:e sekund.

#### Ranger - Expertise
För varje attributnivå man har i Expertise så minskar energikostnaden av ranger, attack, ritualer och touch skills med 4 %.

#### Warrior - Strength
Ökar förmågan att slå genom motståndarens pansar (rustning etcetera) med 1 % för varje attributspoäng.

## Guild Wars 2
Guild Wars 2 är sedan början av 2009 under utveckling och släpps den 28 augusti 2012. I Guild Wars 2 finns det inte bara människor som spelbara raser utan även Asura, Charr, Norn och Sylvari. Det kommer inte att vara möjligt att använda sina karaktärer från det nuvarande Guild Wars men man kommer dock att kunna dra nytta av det man gjort i det gamla spelet och ens namn kommer att reserveras.

## Övrigt
Det finns tre fristående kampanjer, Guild Wars: Prophecies, Guild Wars: Factions och Guild Wars: Nightfall. Dessutom finns en ej fristående expansion, Guild Wars: Eye of the North. De fristående kampanjerna kan köpas och spelas separat, men för de som vill nå alla saker krävs alla spelen. Eye of the North är den enda egentliga expansionen i spelserien eftersom det kräver något av de andra spelen för att kunna spelas. I Factions och Nightfall har det tillkommit fler skills och två nya professions per spel, medan Eye of the North nöjer sig med nya skills. Man kan också resa över från till exempel Nightfall till Factions genom att ta en båt. Det finns respektive uppdrag beroende på vilken kampanj för att låsa upp båtresan dit.